# Segedyn
Segedyn (węg. Szeged wymowa [seged] odsłuchajⓘ, serb. Segedin, rum. Seghedin) – trzecie pod względem liczby ludności miasto Węgier, położone nad Cisą na południu kraju, na wschód od Dunaju. Stolica komitatu Komitat Csongrád-Csanád. 1 stycznia 2017 liczba mieszkańców Segedynu wyniosła 161 tys.

## Położenie geograficzne
Segedyn jest położony niedaleko południowej granicy Węgier, na południe od ujścia rzeki Maruszy do rzeki Cisy. Miasto w 2011 miało 170 285 mieszkańców, przy gęstości zaludnienia 606,0 osoby na 1 km². Segedyn określa się też często jako „Miasto słońca”, bowiem ma bardzo dużo słonecznych godzin w roku w porównaniu z innymi węgierskimi miastami.

## Historia

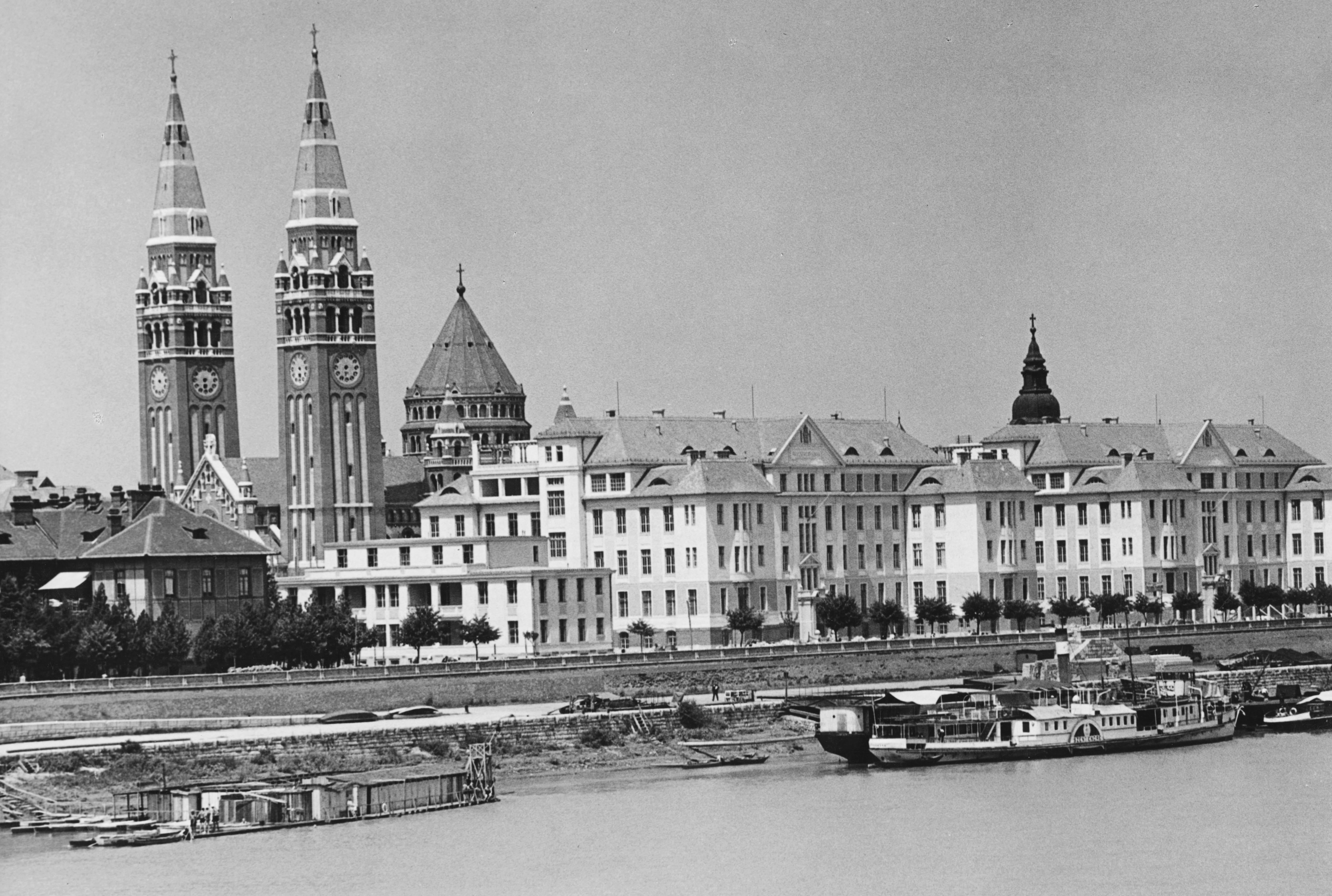
Segedyn ok. 1940 r.

Obszar, na którym znajduje się dziś miasto Segedyn, był zamieszkany już w czasach starożytnych, a Ptolemeusz wymienia najstarszą nazwę miasta – Partiscum. Możliwe, że w tych okolicach mieściła się też siedziba władcy Hunów Attyli. Obecna węgierska nazwa miasta – Szeged – pojawiła się w 1138 w dokumencie króla Beli III.
W czasie najazdu mongolskiego miasto zostało zniszczone, a dużą część ludności najeźdźcy wymordowali. Po wycofaniu się hord tatarskich miasto udało się jednak odbudować, a za panowania Ludwika Węgierskiego stało się ono najważniejszym ośrodkiem w południowych Węgrzech. Zygmunt Luksemburski otoczył je murami obronnymi, natomiast w 1498 Segedyn otrzymał status wolnego miasta królewskiego.
Podczas najazdu tureckiego w 1526 miasto zostało splądrowane, a potem okupowane przez wojska tureckie, stało się jednak wówczas centrum administracyjnym państwa osmańskiego na tym obszarze. 23 października 1686 Segedyn został wyzwolony, ale status wolnego miasta królewskiego przywrócono mu dopiero w 1715, a kolejne lata stały pod znakiem stabilnego rozwoju.
Miasto poważnie ucierpiało na skutek powodzi w 1879 r.

## Zabytki

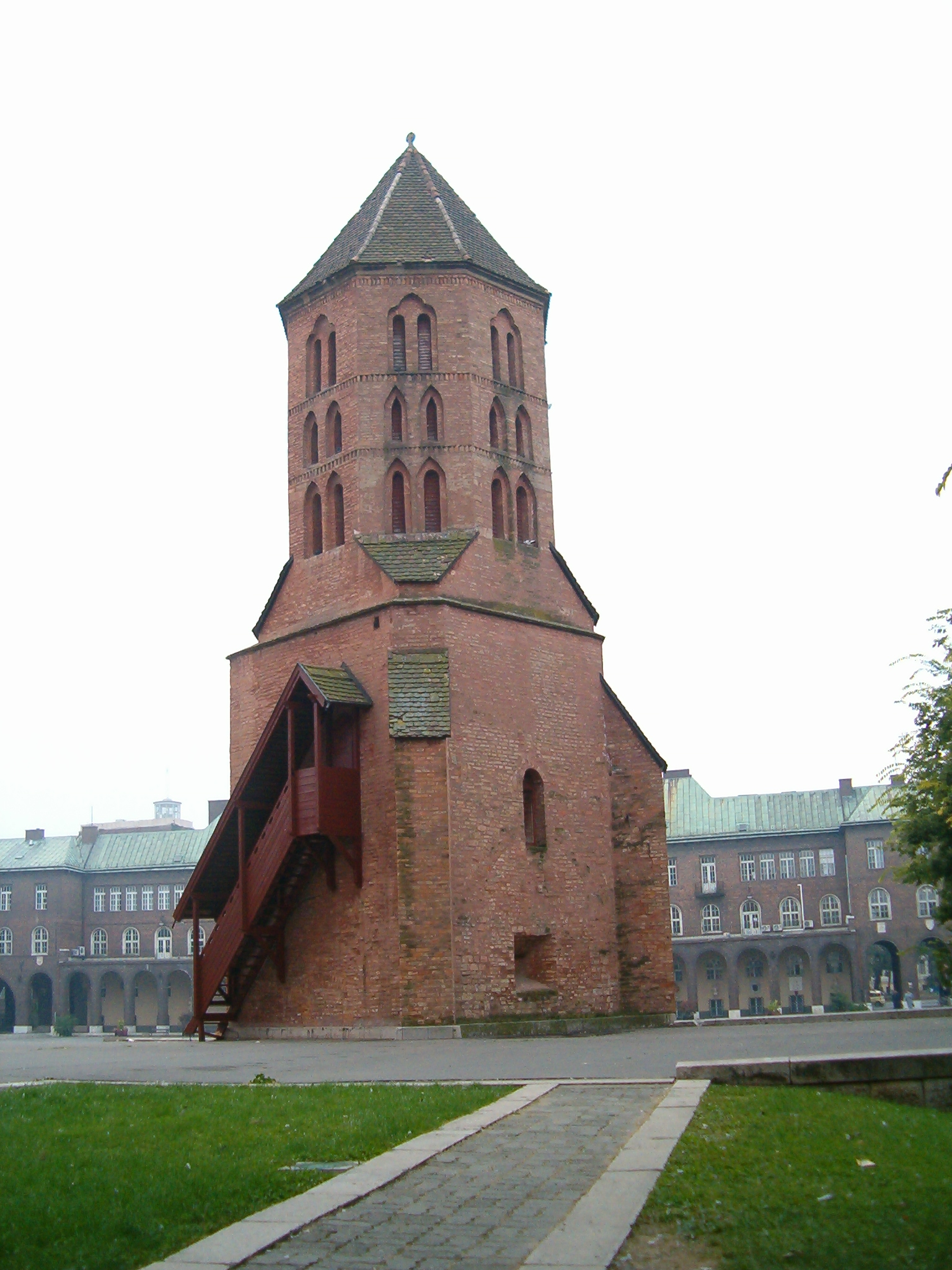
Wieża Dömötör

- Wieża Dömötör – średniowieczna wieża w stylu romańsko-gotyckim, najstarszy zabytek miasta
- Kościół i klasztor franciszkanów(inne języki)
- Teatr Narodowy w Segedynie(inne języki) (Szegedi Nemzeti Színház)
- Katedra w Segedynie
- Móra Ferenc Múzeum(inne języki)
- Ratusz(inne języki) (Városháza)
- Cerkiew św. Mikołaja(inne języki)
- Stara Synagoga
- Kościół św. Rocha(inne języki)
- Nowa Synagoga
- Wieża ciśnień(inne języki) (Víztorony)
- Domy i kamienice secesyjne, w tym:
  - Pałac Reöka(inne języki) (Reök-palota)
  - Dom Raffayego(inne języki) (Raffay-ház)
  - Dom Móricza(inne języki) (Móricz-ház)
  - Dom Vastaga(inne języki) (Vastag-ház)
  - Dom Márera(inne języki) (Márer-ház)
- Pomnik Andrása Dugonicsa z 1876 r.
- Pomnik Lajosa Tiszy z 1904 r.
- Pomnik Ferenca Deáka z 1914 r.
- Pomnik Lajosa Kossutha

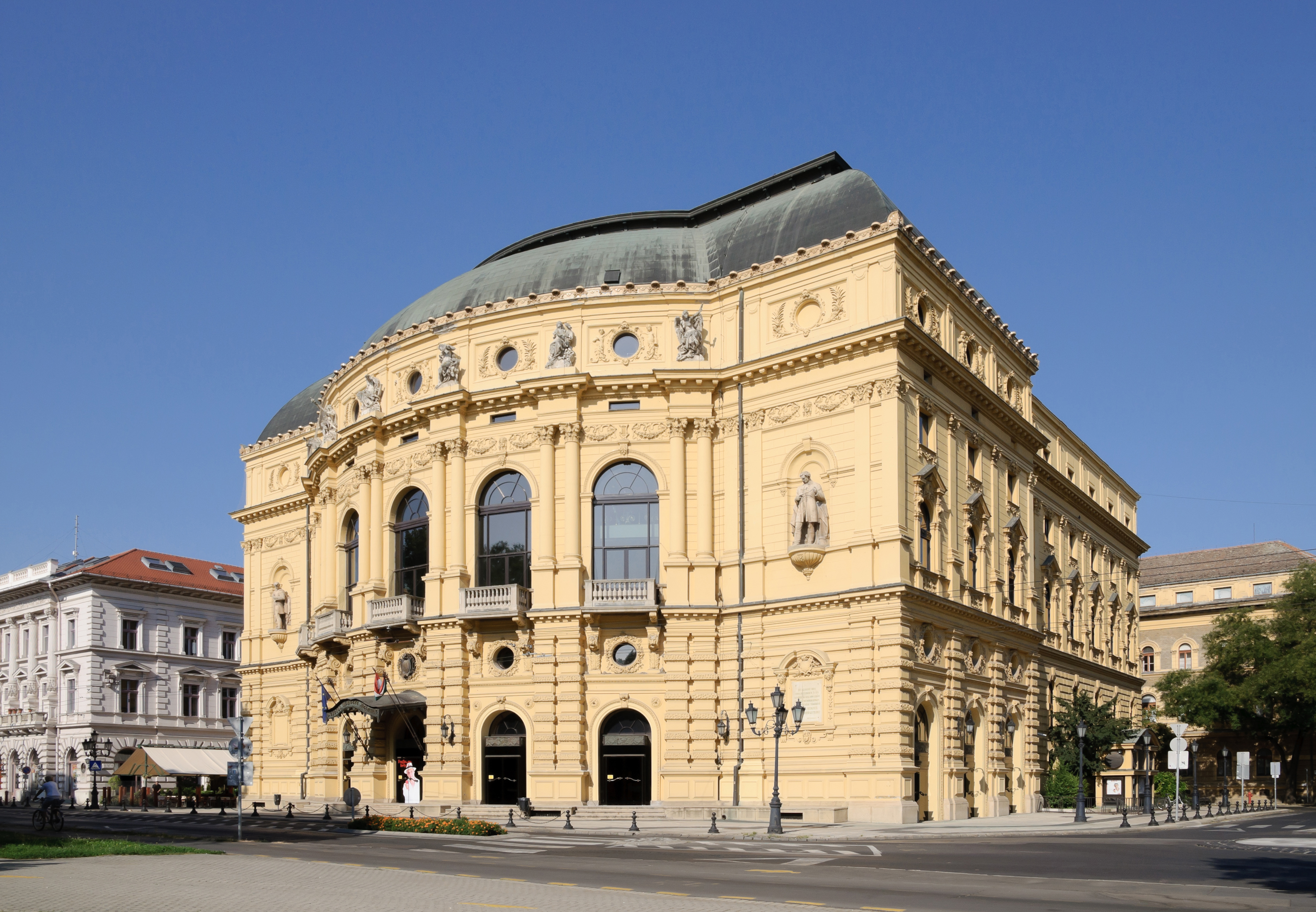
Teatr Narodowy
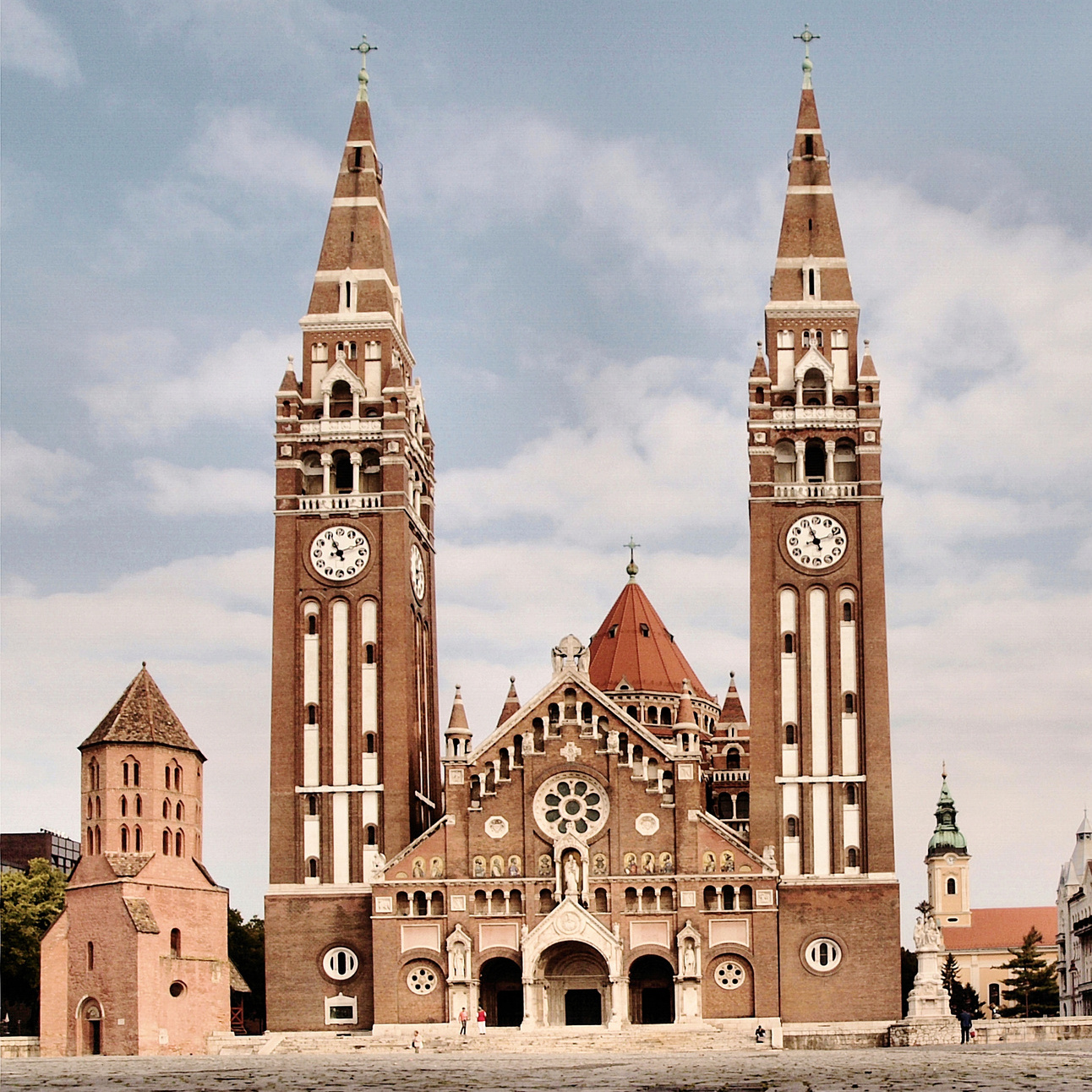
Katedra w Segedynie
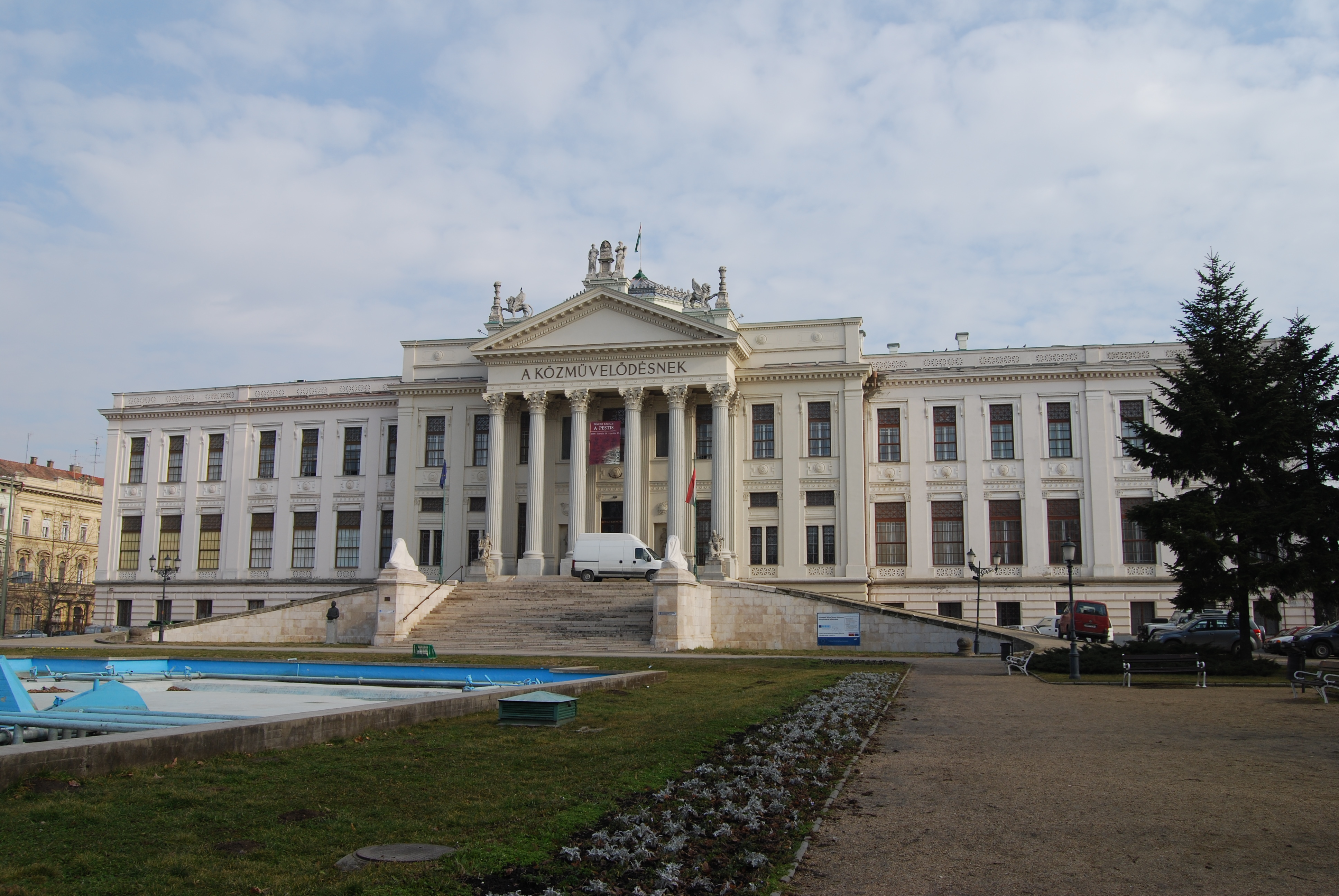
Móra Ferenc Múzeum
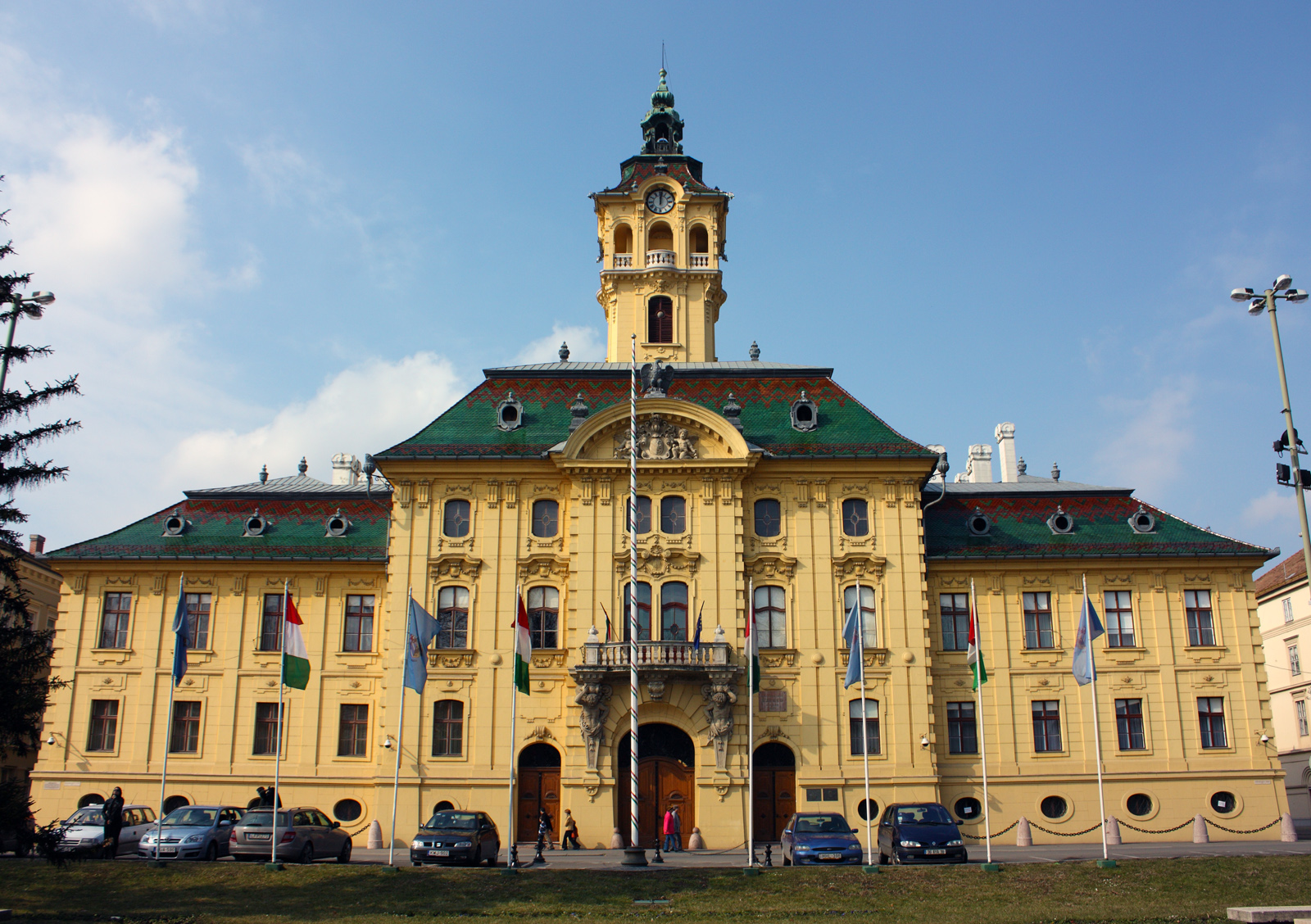
Ratusz
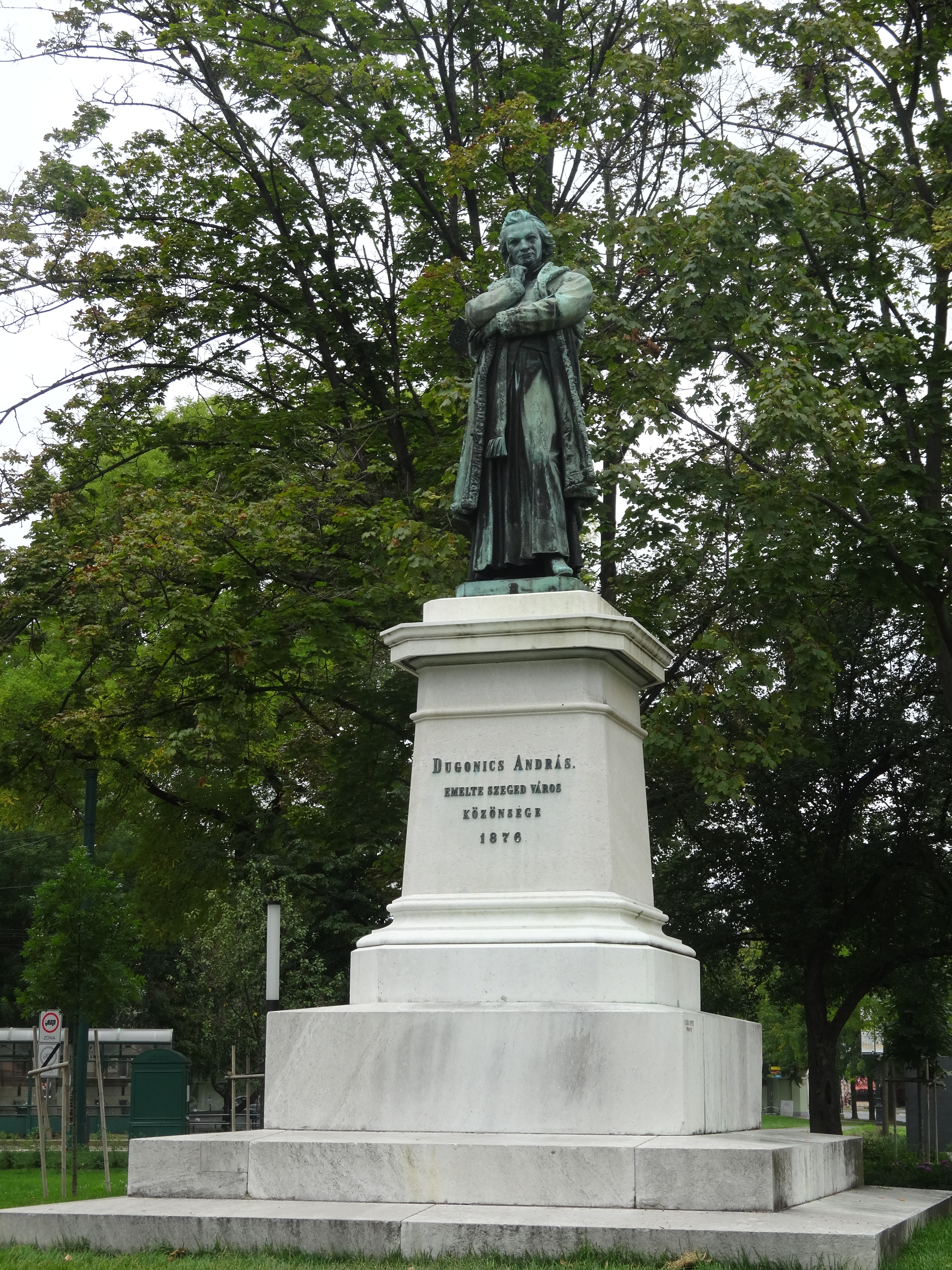
Pomnik Dugonicsa
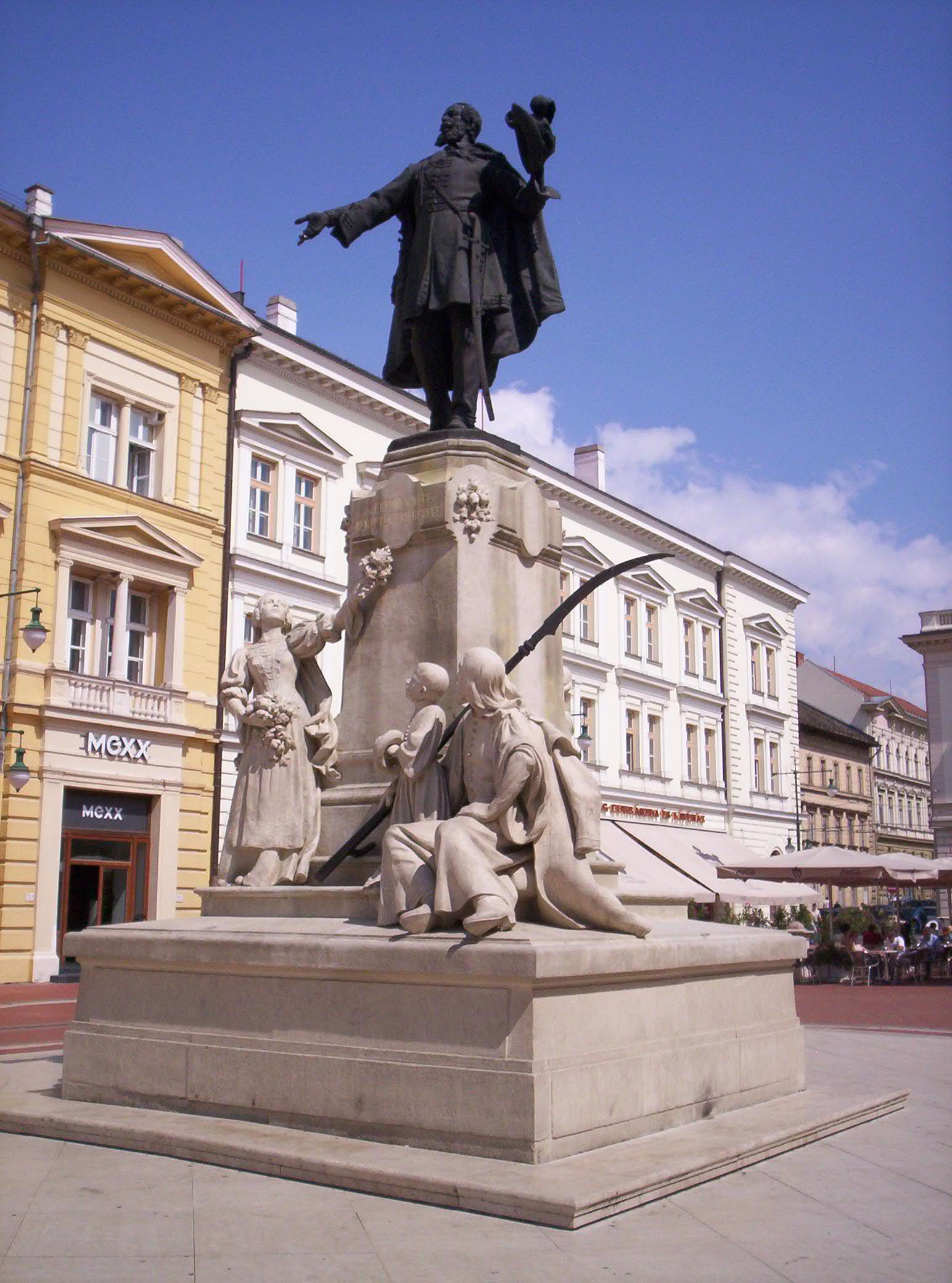
Pomnik Kossutha

## Gospodarka
W mieście rozwinął się przemysł mięsny, owocowo-warzywny, cukrowniczy, młynarski, tytoniowy, włókienniczy, obuwniczy, metalowy oraz chemiczny.

## Transport publiczny
W Segedynie funkcjonuje system tramwajowy. W 2009 r. miasto zamówiło 9 sztuk polskich tramwajów niskopodłogowych Pesa Swing. Od listopada 2021 funkcjonuje linia tramwaju dwusystemowego, która dojeżdża do Hódmezővásárhely wykorzystując fragment Linii kolejowej nr 135 na Węgrzech.
Szeged posiada połączenie kolejowe z Budapesztem, Kecskemetem, Bekescsabą i Suboticą w Serbii. Połączenia obsługuje MAV.
Głównym przewoźnikiem autobusowym jest Tisza Volán Zrt. Autobusy obsługują połączenia z Budapesztem, Gyor, Peczem, Szekesfehervarem, Szekszardem, Bają, Bekescsabą, Debreczynem, Miszkolcem, Szolnokiem, Kecskemetem i in.

## Oświata

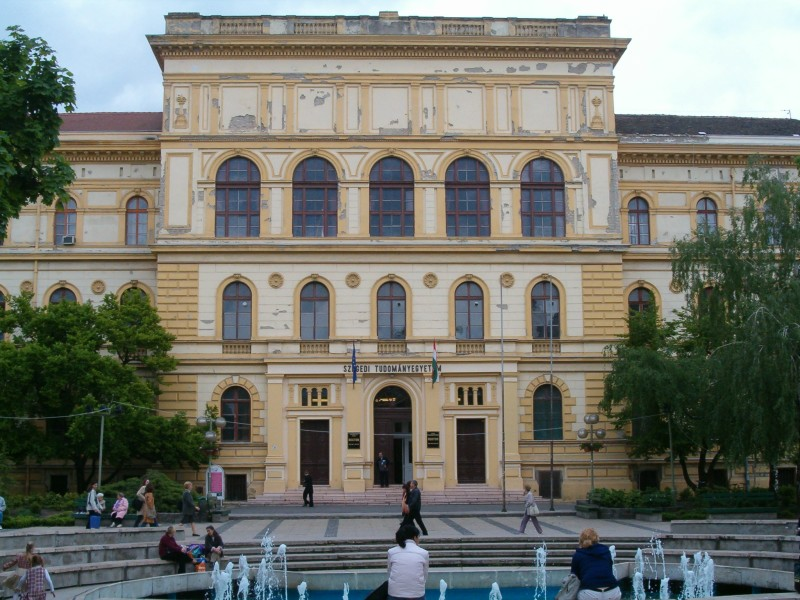
Uniwersytet Segedyński na placu Dugonicsa

Segedyn jest miastem uniwersyteckim. W 1921 został tu przeniesiony Uniwersytet Kolozsvár z dzisiejszego rumuńskiego miasta Kluż-Napoka (zał. w 1872). Obecnie jest jednym z najważniejszych uniwersytetów Węgier. Nosi nazwę Uniwersytet Segedyński (Szegedi Tudományegyetem).

## Kulinaria

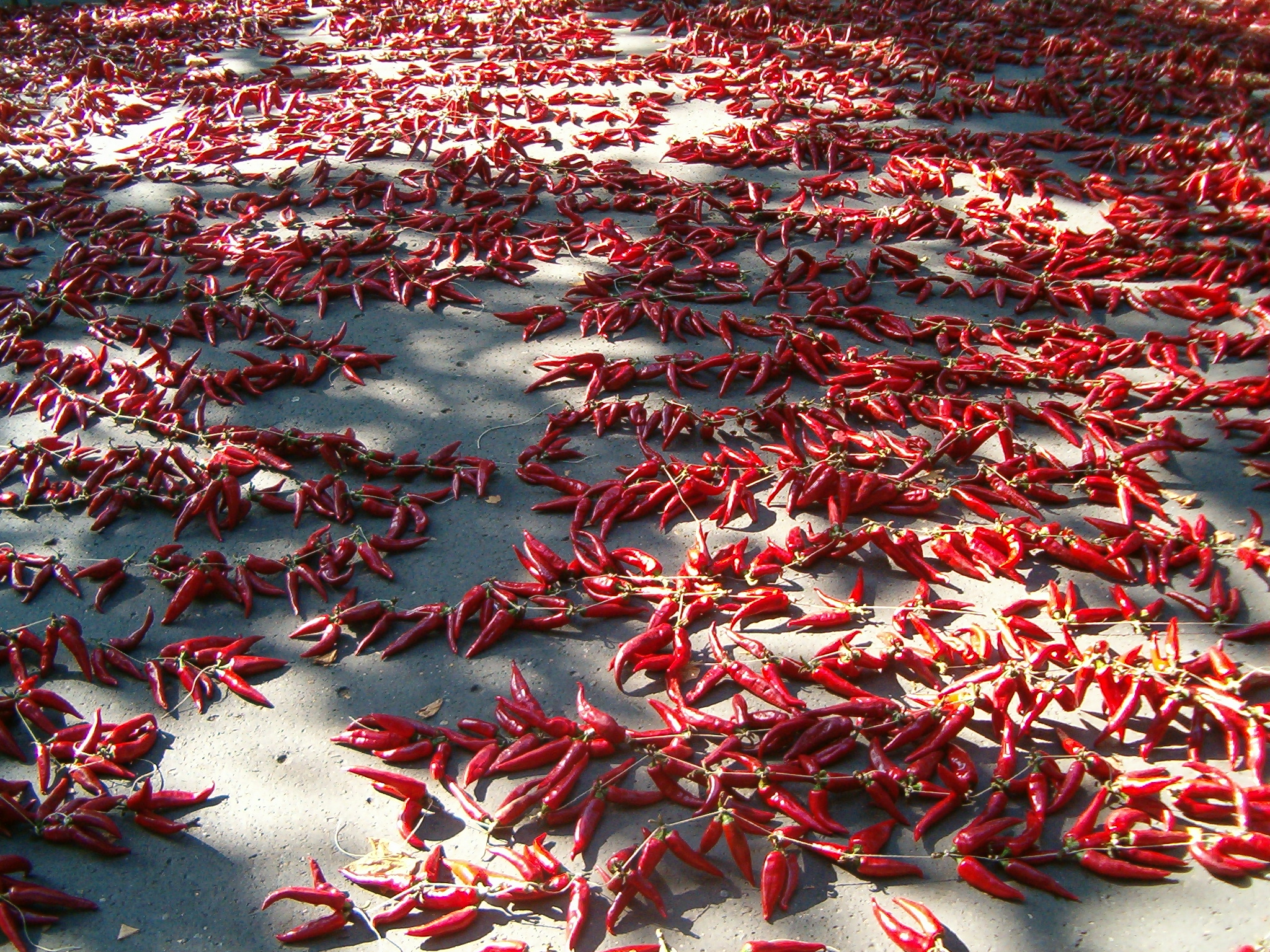
Papryka z Segedyna

Z Segedyna pochodzi najlepsza węgierska kiełbasa salami oraz charakterystyczna dla tego miasta zupa rybna. Okolice miasta oraz Kalocsa nad Dunajem są głównymi rejonami uprawy papryki, która jest narodową przyprawą Węgrów.

## Sport
W mieście ma siedzibę klub Pick Szeged – trzykrotny mistrz Węgier w piłce ręcznej.

## Współpraca
Miejscowości partnerskie:
- Cambridge, Wielka Brytania
- Darmstadt, Niemcy
- Izmir, Turcja
- Kotor, Czarnogóra
- Larnaka, Cypr
- Liège, Belgia
- Łódź, Polska
- Nicea, Francja
- Odessa, Ukraina
- Parma, Włochy
- Płońsk, Polska
- Pula, Chorwacja
- Rachów, Ukraina
- Rotterdam, Holandia
- Subotica, Serbia
- Târgu Mureș, Rumunia
- Timișoara, Rumunia
- Toledo, USA
- Turku, Finlandia
- Warna, Bułgaria
- Weinan, Chińska Republika Ludowa

## Ulica Szegedyńska w Warszawie

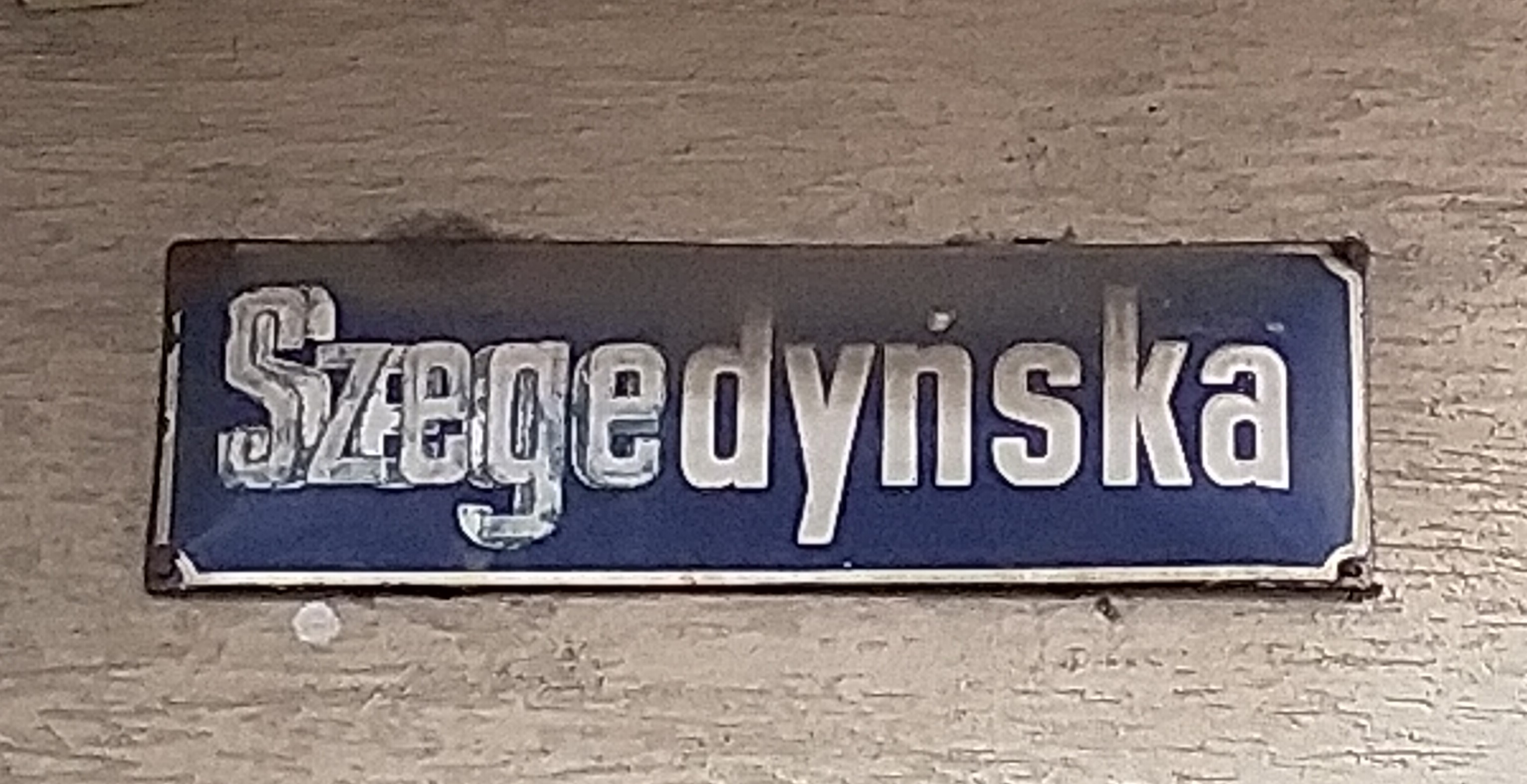
Tabliczka z nazwą ul. Segedyńskiej, poprawiona na Szegedyńską

W październiku 1967 jednej z ulic na warszawskich Bielanach nadano nazwę Segedyńska. Z czasem upowszechnił się zapis zgodny z polską fonetyką, tj. Szegedyńska. W 2013 Rada m.st. Warszawy planowała przywrócić pierwotny, zgodny z węgierskimi prawidłami zapis, gdyż „szeged” znaczy po węgiersku „twoja dupa”. Ostatecznie, ze względu na opór mieszkańców ulicy, pozostano przy upowszechnionym zapisie.